# Gottfried af Hohenlohe-Langenburg
Gottfried, Fyrste til Hohenlohe-Langenburg (tysk: Gottfried Fürst zu Hohenlohe-Langenburg) (24. marts 1897 – 11. maj 1960) var en tysk prins, der var familieoverhoved for fyrstehuset Hohenlohe-Langenburg fra 1950 til 1960.

## Biografi
Prins Gottfried blev født den 24. marts 1897 i Langenburg i Sydtyskland som søn af Arveprins Ernst af Hohenlohe-Langenburg i hans ægteskab med prinsesse Alexandra af Sachsen-Coburg og Gotha. Hans farfar Fyrst Hermann var fyrste af det mediatiserede tyske fyrstendømme Hohenlohe-Langenburg. Ved farfaderens død i 1913 blev hans far fyrste, og Gottfried fik som nærmeste arving til hertugtitlen titel af arveprins. Faderen mistede dog sin titel, da monarkierne blev afskaffet i Tyskland ved Novemberrevolutionen i 1918. Uofficielt fortsatte brugen af fyrstetitlen dog, også efter 1918.
Da Fyrst Ernst 2. døde i 1950, efterfulgte Gottfried ham som familieoverhoved for Huset Hohenlohe-Langenburg.
Fyrst Gottfried døde som 63-årig i Langenburg den 11. maj 1960. Han blev efterfulgt som familieoverhoved af sin ældste søn, Kraft.

## Ægteskab og børn
Gottfried giftede sig den 20. april 1931 i Langenburg med prinsesse Margarita af Grækenland og Danmark. De fik seks børn:
- en dødfødt datter (1933–1933)
- Kraft (1935–2004), familieoverhoved for fyrstehuset Hohenlohe-Langenburg

⚭ 1965 Prinsesse Charlotte af Croÿ (født 1938)
- Beatrix (1936–1997)
- Georg Andreas (født 1938)

⚭ 1968 Prinsesse Louise af Schönburg-Waldenburg
- Rupprecht (1944–1978)
- Albrecht (1944–1992)

⚭ 1976 Marie–Hildegard Fischer

## Eksterne links
- Wikimedia Commons har flere filer relateret til Gottfried af Hohenlohe-Langenburg

| GottfriedHuset HohenloheFødt: 24. marts 1897 Død: 11. maj 1960 |                                                                                 |                      |
| Titler i prætendens                                            |                                                                                 |                      |
| Foregående: Ernst 2.                                           | — TITULÆR — Fyrste af Hohenlohe-Langenburg 1950–1960 Monarkiet afskaffet i 1918 | Efterfølgende: Kraft |